# Sao y công chứng
Sao y công chứng là việc cơ quan có thẩm quyền chứng thực về việc bản sao được chép lại y nguyên bản gốc. Đây thuộc nghiệp vụ chứng thực, tuy nhiên mọi người thường gọi là sao y công chứng vì nó thường được thực hiện ở Tổ chức hành nghề công chứng

## Sao y
Theo khoản 10 Điều 3 Nghị định 30/2020/NĐ-CP và khoản 6 Điều 2 Nghị định 23/2015/NĐ-CP, bản sao y là bản chụp từ bản chính hoặc bản đánh máy có đầy đủ, chính xác nội dung của bản gốc hoặc bản chính văn bản, được trình bày theo thể thức và kỹ thuật quy định.

## Hình thức sao y công chứng
Theo Điều 25 Nghị định 30/2020/NĐ-CP về công tác văn thư, sao y gồm các hình thức:
- Sao y từ văn bản giấy sang văn bản giấy: Đây là cách gọi của việc chụp từ bản gốc hoặc bản chính văn bản giấy sang văn bản giấy khác.
- Sao y từ văn bản điện tử sang văn bản giấy: Đây là thực hiện sao y bằng việc in từ bản gốc văn bản điện tử ra giấy. Ví dụ, hợp đồng được soạn thảo trên máy tính được in ra bằng hợp đồng giấy.
- Sao y từ văn bản giấy sang văn bản điện tử: Đây là việc thực hiện số hoá văn bản giấy và ký số của cơ quan, tổ chức. Có thể hiểu đơn giản, căn cứ vào nội dung của bản chính bằng giấy, cá nhân, tổ chức gõ lại văn bản hoặc trình bày lại văn bản đó trên máy tính hoặc điện thoại...

## Cơ quan có thẩm quyền sao y công chứng[2]

### Văn bản tiếng Việt
- Ủy ban nhân dân cấp phường xã trở lên
- Văn phòng công chứng, phòng công chứng

### Văn bản có yếu tố tiếng nước ngoài
- Ủy ban nhân dân cấp Quận/Huyện
- Văn phòng công chứng, phòng công chứng